# Kuusijärvi (sjö i Finland, Norra Österbotten, lat 65,70, long 28,67)
Kuusijärvi är en sjö i Finland. Den ligger i kommunen Kuusamo i landskapet Norra Österbotten, i den nordöstra delen av landet, 600 km norr om huvudstaden Helsingfors. Kuusijärvi ligger 313 meter över havet. Arean är 41,1 hektar och strandlinjen är 3,85 kilometer lång. Sjön  ingår i Ijo älvs huvudavrinningsområde. 